# Fernand Baldet
Fernand Baldet (* 16. März 1885; † 8. November 1964) war ein französischer Astronom.
Er arbeitete im Jahr 1909 mit Aymar de La Baume Pluvinel zusammen an der Beobachtung des Mars an dem neu errichteten Observatorium auf dem Pic du Midi de Bigorre. Die aus dieser Arbeit resultierenden Photographien waren so genau, dass die beiden Astronomen eine von Percival Lowell aufgestellte These über geometrisch angelegte Kanäle auf der Marsoberfläche widerlegen konnten.
1946 erhielt er den Jules-Janssen-Preis. Die Einschlagkrater Baldet auf dem Mond und Baldet auf dem Mars wurden nach Fernand Baldet benannt.